# Eliporto di Ceuta
L'eliporto di Ceuta (IATA: JCU,  ICAO: GECE) è l'unica struttura aeroportuale situata nell'enclave spagnola di Ceuta, in Nord Africa. È il primo eliporto costruito e gestito da Aena. L'eliporto è situato nel porto di Ceuta.

## Storia
Dopo importanti trattative con le autorità portuali, i lavori per l'eliporto sono iniziati nel 2000 e si sono conclusi nel 2003. L'eliporto è stato ufficialmente inaugurato dal Segretario di Stato Benigno Blanco il 9 gennaio 2004. Dal giorno della sua inaugurazione consente  di volare tra Ceuta e Málaga in elicottero.
Nel 2021 l'eliporto ha gestito 64.759 passeggeri con 6.566 voli.

## Descrizione
Esso è costituito da tre eliporti, una pista corta, un terminal a due piani, una centrale elettrica e una caserma dei pompieri.